# Пальцев, Георгий Николаевич
Георгий Николаевич Пальцев (23 апреля (6 мая) 1906 — 6 ноября 1964) — советский партийный и государственный деятель.

## Биография
Родился в селе Мартыновское Московской губернии. Член ВКП(б) с 1927 г.
В 1924—1929 на комсомольской работе в Бронницком уезде. В 1932—1935 секретарь парткома Яхромской ткацко-прядильной фабрики (Московская область). В 1935—1938 2-й, затем 1-й секретарь Раменского РК ВКП(б).
С 11 декабря 1938 по 8 января 1940 года председатель Московского облисполкома. С 11 января 1940 по август 1944 года первый секретарь Ивановского обкома ВКП(б). С августа 1944 по январь 1947 года первый секретарь Владимирского обкома ВКП(б).
С апреля 1947 г. директор Яхромской ткацко-прядильной фабрики (Московская область), затем на другой хозяйственной работе.
На XVIII съезде партии (март 1939) избран кандидатом в члены ЦК ВКП(б). Выведен из состава кандидатов в члены ЦК ВКП(б) опросом 28 — 30.1.1947.
Депутат Верховного Совета СССР 2-го созыва.
Награды: два ордена Ленина, орден Трудового Красного Знамени, орден Отечественной войны I степени.
Умер 6 ноября 1964 года в Москве, похоронен на Новодевичьем кладбище.